# Z-19赫尔曼·金内号驱逐舰
Z-19“赫尔曼·金内”号（德語：Z 19 Hermann Künne）是纳粹德国海军于1930年代末建造的六艘1936型驱逐舰之一，得名于一战期间因保卫泽布吕赫港炮台而阵亡的德意志帝国海军水兵赫尔曼·金内。该舰于1936年10月5日开始在不来梅的德希马格威悉船厂铺设龙骨，1937年12月22日下水，至1939年1月12日交付使用，在战前的大部分时间都用于训练，但也参加了1939年初对梅默尔的占领行动。
第二次世界大战爆发之初，Z-19号先是被部署在德国海岸附近布设雷区，但很快就被转移到斯卡格拉克海峡，负责检查行经的中立国船舶是否搭载有违禁品。1939年末，该舰还协助在英国海岸附近布设了四个进攻性雷区，共导致2艘英国驱逐舰和38艘商船沉没。1940年4月德国入侵挪威期间，它又受命攻击纳尔维克，并参加了两次纳尔维克海战。Z-18号在第一次战斗中被击伤，但在第二次战斗中及时修复，坚持作战直至耗尽所有弹药，最终被迫自沉以防止遭敌人强占。

## 设计
Z-19“赫尔曼·金内”号的水线长和全长分别为120米和123.4米，有11.8米的舷宽以及最大4.5米吃水深度；其设计排水量为2,411吨，满载时则可达3,415吨。该舰由两台瓦格纳齿轮传动蒸汽轮机提供动力，各负责驱动一副直径为3.25米的三叶螺旋桨。过热蒸汽则由六台瓦格纳水管锅炉供应，可以输出70,000匹軸馬力（52,000千瓦特）的功率。该舰的设计航速为36節（67每小時），但在1939年3月21－22日的海试中曾以72,100匹軸馬力（53,800千瓦特）达到39節（72每小時）的最高速度。Z-19号最多可贮存739吨燃料油，能够以19節（35每小時）的速度的巡航2,050海里（3,800）。舰只的标准船员编制为10名军官和313名水兵。
该舰装备有五门127毫米34式速射炮，架设在带有炮挡的单装炮座上。其中舰艛的前后各有两门采用背负式布置，第五门则安装在后部舰艛的顶端，并从前到后编为1至5号。防空武器则包括安装在与后部烟囱并排的一对双联装炮座上的四门37毫米30式速射炮和六门单座20毫米30式高射炮组成。此外，该舰还在水上部分的两个四联装动力操纵式底座上安装有八具533毫米鱼雷发射管，每个底座均提供两次重新装填。四个深水炸弹发射器和布雷导轨则安装在艉后部甲板室的两侧，最多可贮存60枚水雷。作为探测潜艇的工具，舰上也搭载有一套称为“群听装置”的被动式水听器，并于1939年底安装了一套主动式声纳系统。

## 历史
Z-19“赫尔曼·金内”号得名于在1918年4月23日英国突袭泽布吕赫期间，因保卫泽布吕赫港炮台而在肉搏战中阵亡的德意志帝国海军水兵暨S-52号鱼雷艇炮手赫尔曼·金内。它于1936年1月6日由德国国家海军所订购，自同年10月5日开始在不来梅的德希马格威悉船厂铺设龙骨，建造序列为921。该舰于1937年12月22日下水，至1939年1月12日竣工。1939年3月23日至24日，当德国宣布占领梅默尔时，Z-19号成为护送阿道夫·希特勒搭乘装甲舰德国号前往立陶宛的驱逐舰之一。同年6月30日，该舰在与其姊妹舰Z-17“迪特尔·冯·勒德尔”号和Z-18“汉斯·吕德曼”号共同出访挪威港口期间，因方向舵失灵而意外撞上了莫尔德峡湾的栈桥。它于7月20日返回斯维讷明德，并参加了次月的鱼雷训练。
当第二次世界大战于1939年9月爆发时，Z-19号最初被部署在德意志湾布设防御性雷区。它随后又被派往斯卡格拉克海峡巡逻，以查验来往的中立国船舶是否有搭载违禁品。10月17日至18日夜间，时任鱼雷艇首长的海军少将京特·吕特晏斯搭乘其旗舰Z-21“威廉·海德坎普”号，率领Z-19号、Z-16“弗里德里希·埃科尔特”号、Z-17号、Z-18号和Z-20“卡尔·加尔斯特”号前往英格兰东部的亨伯河口附近布设雷区。英国人不知道雷区的存在，就此损失了七艘商船，共计25,825总吨。由于Z-19号的燃料受到海水污染，原定于11月8－9日和10－11日夜间的布雷任务被迫取消。直到12－13日夜间，Z-21号作为此时新设立的驱逐舰首长、海军上校弗里德里希·邦特的旗舰，在Z-18号、Z-19号和Z-20号的伴行下才共同在泰晤士河口布设了288枚磁性水雷。英国人再次没有意识到雷区的存在，损失了布兰奇号驱逐舰和13艘商船，合计48,728总吨。
不到一周后，Z-19号又于11月17日至18日夜间与Z-11“贝恩德·冯·阿尼姆”号和Z-21号一同，重新前往泰晤士河口中部布下约180枚磁性水雷。英国驱逐舰吉普赛人号、一艘武装拖网船以及另外七艘总计27,565总吨的船舶都在这片雷区沉没。12月12日至13日夜间，德国驱逐舰群继续出击前往英国海岸附近布雷。邦特准将此时以Z-19号为旗舰，率领Z-4号“理夏德·拜岑”号、Z-8“布鲁诺·海涅曼”号、Z-14“弗里德里希·伊恩”号和Z-15“埃里希·施泰因布林克”号在泰恩河口布下了240枚水雷——即便当地的导航灯还亮着。英国人在此损失了11艘商船，共计18,979总吨。随后，这些驱逐舰还奉命护送受损的轻巡洋舰莱比锡号和纽伦堡号归国，后两者在掩护驱逐舰撤退时被英国潜艇鲑鱼号用鱼雷击伤。Z-19号原计划于12月17日执行另一项布雷任务，但锅炉污染使其无法参与，并一直搁置到到1940年3月14日才在斯德丁接受改装。

### 挪威战役

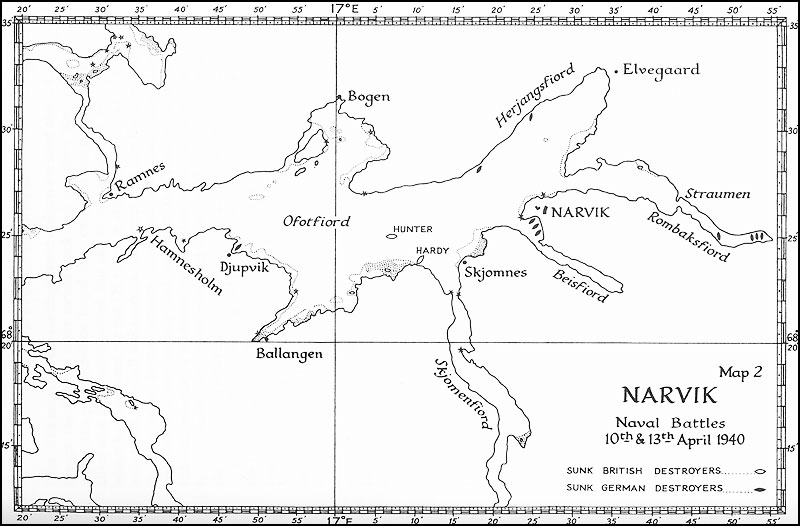
奥福特峡湾地图

在1940年4月“威悉演习行动”的挪威战役期间，该舰被编入第一集群，任务是运送第139山地猎兵团和第3山地师的指挥人员夺取纳尔维克。相关舰只于4月6日开始装载部队，并于第二天启航。4月9日清晨，当它们抵达纳尔维克以西的奥福特峡湾时，Z-19号让部队在赫扬斯峡湾（奥福特峡湾的北部分支）顶端登陆，并协助占领了挪威陆军在埃尔沃加勒斯穆恩的军械库。当天晚些时候，它曾通过补给舰扬·韦勒姆号短暂加油，继而轮岗充当哨舰，直到午夜才回到扬·韦勒姆号给油箱加满油。

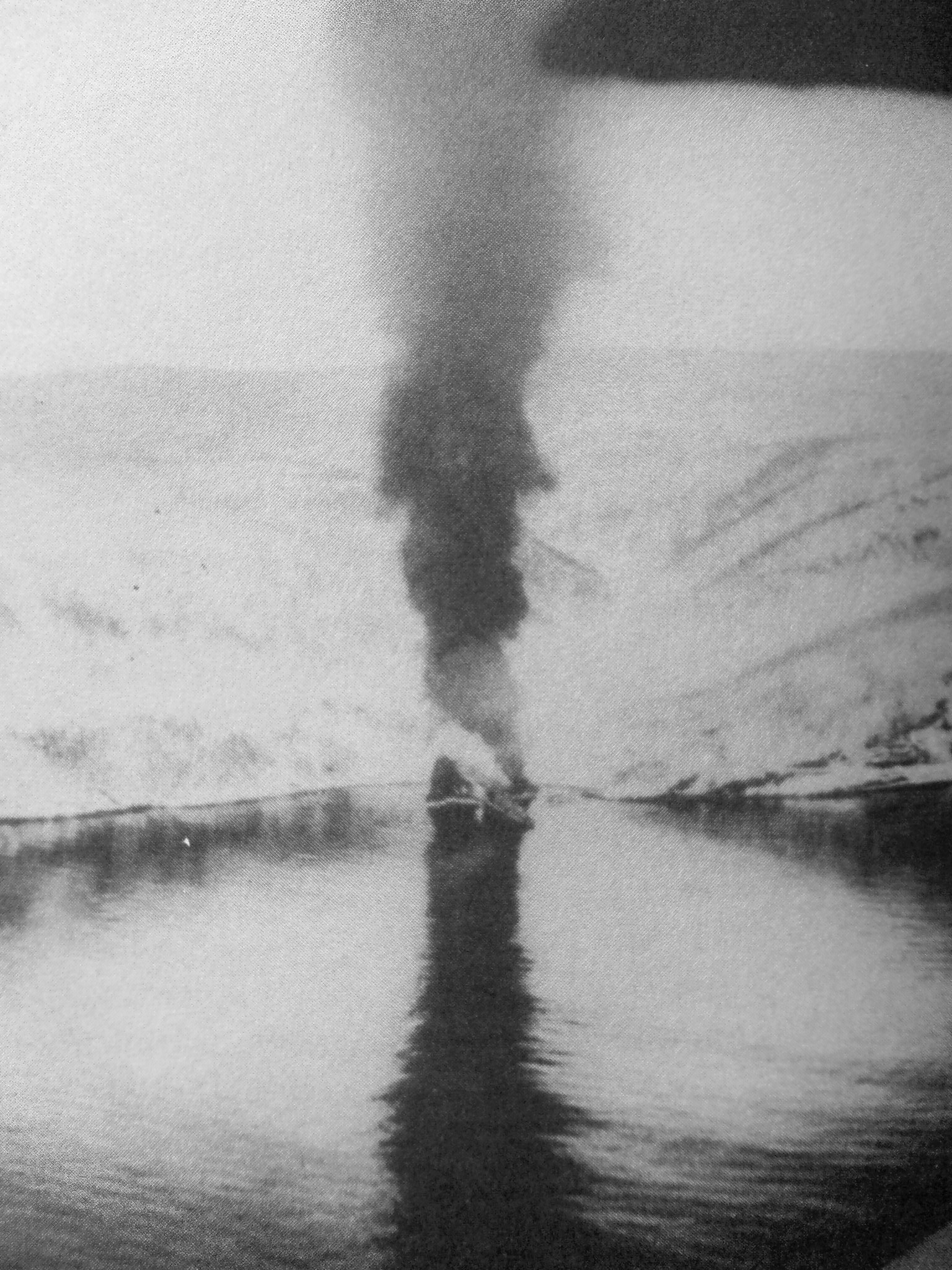
1940年4月13日，正在燃烧的Z-19号残骸

4月10日黎明后不久，当英国第2驱逐区舰队的五艘驱逐舰——哈迪号、浩劫号、亨特号、热刺号和英雄号出现时，Z-19号仍然拴在扬·韦勒姆号上。哈迪号、亨特号和浩劫号率先攻击纳尔维克港湾，另外两艘则殿后。Z-19号在准备脱离补给舰时与亨特号交火，但没有任何效果。到浩劫号开火时，这艘德舰正在航行中，已经卸下了软管和系泊绳。英国人用鱼雷击沉Z-22“安东·施米特”号时，Z-19号距离后者仅40米，爆炸产生的冲击波摧毁了它的涡轮机。由于失去动力，该舰漂入残骸中，并与之纠缠在一起。一些船员惊慌失措并跳海，但只有少数人获救。大约一个小时后，它才恢复动力，得以从Z-22号的残骸中解脱出来。Z-19号遭受碎片损伤，造成9名船员阵亡。当天下午晚些时候，它还航行到哈迪号搁浅的地方，并对残骸进行了搜索。
4月12日至13日夜间，幸存的德国高级军官、海军中校埃里希·拜接到情报，预计翌日将有大批驱逐舰和舰载机护航的英国主力舰发动攻击。英国战列舰厌战号和九艘驱逐舰于4月13日如期出现，却比拜中校预计的要早，使得阵位中的德国人措手不及。Z-19号率领Z-13“埃里希·克尔纳”号向西占据了峡湾入口侧翼的位置，是第一艘发现英国舰队逼近并向拜中校发出警报的舰只。其他尚可操作的德国驱逐舰加入Z-19号的行列，它便撤退并从烟幕后方与英舰进行远距离交战。九架剑鱼式鱼雷轰炸机袭击了德国驱逐舰，差点炸中Z-19号和另一艘舰，但也有两架在袭击过程中被击落。到午后时分，德国人已经耗尽了大部分弹药，拜中校命令他的舰艇撤退到纳尔维克以东的罗姆巴克斯峡湾（奥福特峡湾的最东端分支），试图在那里伏击任何追击的英国驱逐舰。Z-19号时任舰长、海军少校弗里德里希·科特误解了信号，向北驶入赫扬斯峡湾，并在比耶克维克附近的特罗尔维卡搁浅。该舰已经发射了所有弹药，包括练习弹和照明弹；它的深水炸弹是为凿沉而安装的，当船员弃舰后便被引爆。英国驱逐舰爱斯基摩人号和林务员号跟随Z-19号进入了赫扬斯峡湾，前者向残骸射出一枚鱼雷，炸断了它的舰艉。

### 残骸
第二次世界大战后，Z-19号被部分报废，残骸受到进一步拆除。它残留的右舷横卧在0米到37米的水深之间。在1999年的一次调查中，探险队发现残骸已没有剩余的燃油。残骸位置相对容易进入，并且允许开展沉船潜水活动。